# Scherp de zeis
Scherp de zeis is een studioalbum van de Nederlandse band De Dijk. Het markeert het dertigjarig jubileum van de band. Als voorloper op het album werd de single Ik jou en jij mij uitgebracht. Op 23 september 2011 kwam het album uit en een week later, op 1 oktober, kwam het album op nummer 1 binnen in de Nederlandse Album Top 100. Op die dag werd ook hun jubileum gevierd met een uitverkocht concert in de 'poptempel' Paradiso.

## Album titel
De titel van het album is een verwijzing naar de dood. Veel nummers hebben de dood als thema. In 2008 overleed Harald, de jongere broer van Huub van der Lubbe en de partner van actrice Loes Luca, aan een hartstilstand. Daarnaast overleed in 2010 Solomon Burke waarmee de band in dat jaar een album opnam en optrad.

## Hoes
Het olieverfschilderij op de hoes is van Dijktoetsenist Pim Kops. Het grafisch ontwerp van Ton Homburg en Pim Kops.

## Nummers
| Nr. | Titel                     | Schrijver(s)                                          | Duur |
| --- | ------------------------- | ----------------------------------------------------- | ---- |
| 1.  | Ik jou en jij mij         | Hans van der Lubbe, Antonie Broek, Huub van der Lubbe | 3:32 |
| 2.  | Sjoege                    | Hans van der Lubbe, Huub van der Lubbe                | 3:57 |
| 3.  | Kan ik iets voor je doen? | Pim Kops, Antonie Broek, Huub van der Lubbe           | 3:21 |
| 4.  | Scherp de zeis            | Jan Robijns, Huub van der Lubbe                       | 3:46 |
| 5.  | De blues verlaat je nooit | Nico Arzbach, Huub van der Lubbe                      | 3:23 |
| 6.  | De weg                    | Nico Arzbach, Huub van der Lubbe                      | 3:53 |
| 7.  | Laat het niet over zijn   | Antonie Broek, Huub van der Lubbe                     | 4:41 |
| 8.  | Altijd bij me             | Hans van der Lubbe, Huub van der Lubbe                | 3:28 |
| 9.  | Wil je winnen             | Nico Arzbach, Huub van der Lubbe                      | 2:21 |
| 10. | Mooier dan een vrouw      | Nico Arzbach, Antonie Broek, Huub van der Lubbe       | 3:58 |
| 11. | Zwerver                   | Jan Robijns, Huub van der Lubbe                       | 3:33 |
| 12. | Anders dan je dacht       | Pim Kops, JB Meijers, Huub van der Lubbe              | 4:31 |

## Hitnotering

### NederlandseAlbum Top 100
| Hitnotering (week 1 t/m 30): 01-10-2011 t/m 21-04-2012 Hitnotering (week 31 t/m 45): 05-05-2012 t/m 11-08-2012 Hitnotering (week 46): 19-01-2013 | Hitnotering (week 1 t/m 30): 01-10-2011 t/m 21-04-2012 Hitnotering (week 31 t/m 45): 05-05-2012 t/m 11-08-2012 Hitnotering (week 46): 19-01-2013 | Hitnotering (week 1 t/m 30): 01-10-2011 t/m 21-04-2012 Hitnotering (week 31 t/m 45): 05-05-2012 t/m 11-08-2012 Hitnotering (week 46): 19-01-2013 | Hitnotering (week 1 t/m 30): 01-10-2011 t/m 21-04-2012 Hitnotering (week 31 t/m 45): 05-05-2012 t/m 11-08-2012 Hitnotering (week 46): 19-01-2013 | Hitnotering (week 1 t/m 30): 01-10-2011 t/m 21-04-2012 Hitnotering (week 31 t/m 45): 05-05-2012 t/m 11-08-2012 Hitnotering (week 46): 19-01-2013 | Hitnotering (week 1 t/m 30): 01-10-2011 t/m 21-04-2012 Hitnotering (week 31 t/m 45): 05-05-2012 t/m 11-08-2012 Hitnotering (week 46): 19-01-2013 | Hitnotering (week 1 t/m 30): 01-10-2011 t/m 21-04-2012 Hitnotering (week 31 t/m 45): 05-05-2012 t/m 11-08-2012 Hitnotering (week 46): 19-01-2013 | Hitnotering (week 1 t/m 30): 01-10-2011 t/m 21-04-2012 Hitnotering (week 31 t/m 45): 05-05-2012 t/m 11-08-2012 Hitnotering (week 46): 19-01-2013 | Hitnotering (week 1 t/m 30): 01-10-2011 t/m 21-04-2012 Hitnotering (week 31 t/m 45): 05-05-2012 t/m 11-08-2012 Hitnotering (week 46): 19-01-2013 | Hitnotering (week 1 t/m 30): 01-10-2011 t/m 21-04-2012 Hitnotering (week 31 t/m 45): 05-05-2012 t/m 11-08-2012 Hitnotering (week 46): 19-01-2013 | Hitnotering (week 1 t/m 30): 01-10-2011 t/m 21-04-2012 Hitnotering (week 31 t/m 45): 05-05-2012 t/m 11-08-2012 Hitnotering (week 46): 19-01-2013 | Hitnotering (week 1 t/m 30): 01-10-2011 t/m 21-04-2012 Hitnotering (week 31 t/m 45): 05-05-2012 t/m 11-08-2012 Hitnotering (week 46): 19-01-2013 | Hitnotering (week 1 t/m 30): 01-10-2011 t/m 21-04-2012 Hitnotering (week 31 t/m 45): 05-05-2012 t/m 11-08-2012 Hitnotering (week 46): 19-01-2013 | Hitnotering (week 1 t/m 30): 01-10-2011 t/m 21-04-2012 Hitnotering (week 31 t/m 45): 05-05-2012 t/m 11-08-2012 Hitnotering (week 46): 19-01-2013 | Hitnotering (week 1 t/m 30): 01-10-2011 t/m 21-04-2012 Hitnotering (week 31 t/m 45): 05-05-2012 t/m 11-08-2012 Hitnotering (week 46): 19-01-2013 | Hitnotering (week 1 t/m 30): 01-10-2011 t/m 21-04-2012 Hitnotering (week 31 t/m 45): 05-05-2012 t/m 11-08-2012 Hitnotering (week 46): 19-01-2013 | Hitnotering (week 1 t/m 30): 01-10-2011 t/m 21-04-2012 Hitnotering (week 31 t/m 45): 05-05-2012 t/m 11-08-2012 Hitnotering (week 46): 19-01-2013 | Hitnotering (week 1 t/m 30): 01-10-2011 t/m 21-04-2012 Hitnotering (week 31 t/m 45): 05-05-2012 t/m 11-08-2012 Hitnotering (week 46): 19-01-2013 |
| Week: | 1 | 2 | 3 | 4 | 5 | 6 | 7 | 8 | 9 | 10 | 11 | 12 | 13 | 14 | 15 | 16 | 17 |
| --- | --- | --- | --- | --- | --- | --- | --- | --- | --- | --- | --- | --- | --- | --- | --- | --- | --- |
| Positie: | 1 | 2 | 3 | 3 | 10 | 9 | 11 | 15 | 22 | 19 | 30 | 33 | 33 | 36 | 37 | 36 | 36 |
| Week: | 18 | 19 | 20 | 21 | 22 | 23 | 24 | 25 | 26 | 27 | 28 | 29 | 30 | | 31 | 32 | 33 |
| Positie: | 37 | 51 | 59 | 53 | 59 | 26 | 69 | 59 | 59 | 70 | 58 | 62 | 64 | uit | 78 | 77 | 58 |
| Week: | 34 | 35 | 36 | 37 | 38 | 39 | 40 | 41 | 42 | 43 | 44 | 45 | | 46 | | | |
| Positie: | 79 | 83 | 75 | 72 | 61 | 67 | 81 | 86 | 98 | 93 | 91 | 90 | uit | 99 | uit | | |